# ویرایشگر هستی‌شناسی

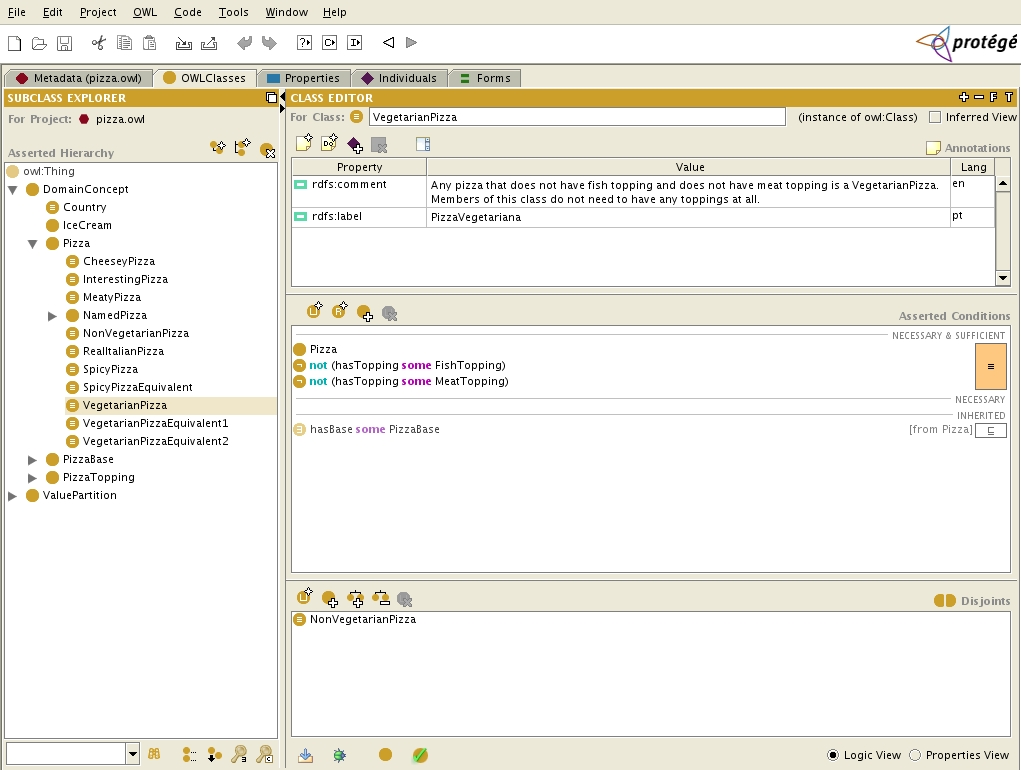
نمایی از Protege، یک‌ویرایشگر هستی‌شناسی منبع باز، نسخهٔ ۱.۲.۳

ویراستارهای هستی‌شناسی (Ontology editors) نرم‌افزارهایی کاربردی هستند که به منظور استفاده در طرّاحی و ایجاد هستی‌شناسی‌ها و نیز برای اعمال تغییرات در آنها تولید شده باشند.